# Viktoria Rebensburg
Viktoria Rebensburg, född 4 oktober 1989 i Kreuth, Bayern, Västtyskland, är en tysk alpin skidåkare.

## Karriären

### Världscupen
Hon gjorde debut i världscupen den 15 december 2006. Några veckor senare placerade hon sig för första gången bland de tio främsta. Hon blev uttagen till VM 2007 i Åre där hon som bäst kom på en åttonde plats i storslalom.
Hon vann den första storslalomtävlingen för säsongen 2010/2011 i Sölden. Detta var hennes första seger i världscupsammanhang. Den 6 februari 2011 i Zwiesel kom hennes andra seger. Hon tog ytterligare en seger i samband med tävlingarna i Špindleruv Mlýn den 11 mars 2011. Till slut vann hon hela storslalomcupen den säsongen.
Under Säsongen 2011/2012 vann Rebensburg fyra storslalomtävlar i världscupen och försvarade sin titel i storslalomcupen. Under världscupsavslutningen i Schladming tog hon sin första världscupsseger i super-G.
Hon slutade sexa säsongen 2012/2013 efter att ha radat upp fina placeringar hela säsongen. Hon vann två gånger, en i storslalom och en i super-G. Hon kom också på pallen tre gånger under säsongen.
Hon inledde säsongen 2013/2014 med en tredjeplats i Söldens storslalom. Hon kom även på pallen i Åre den 7 mars 2014.
Den 1 september 2020 meddelade hon att hon avslutar den alpina skidåkningskarriären.

#### Världscupssegrar (15)
| Datum            | Plats           | Land      | Disciplin  |
| ---------------- | --------------- | --------- | ---------- |
| 23 oktober 2010  | Sölden          | Österrike | Storslalom |
| 6 februari 2011  | Arber-Zwiesel   | Tyskland  | Storslalom |
| 11 mars 2011     | Spindleruv Mlyn | Tjeckien  | Storslalom |
| 26 november 2011 | Aspen           | USA       | Storslalom |
| 2 mars 2012      | Ofterschwang    | Tyskland  | Storslalom |
| 3 mars 2012      | Ofterschwang    | Tyskland  | Storslalom |
| 15 mars 2012     | Schladming      | Österrike | Super-G    |
| 18 mars 2012     | Schladming      | Österrike | Storslalom |
| 19 december 2012 | Åre             | Sverige   | Storslalom |
| 20 januari 2013  | Cortina         | Italien   | Super-G    |
| 17 januari 2016  | Flachau         | Österrike | Storslalom |
| 30 januari 2016  | Maribor         | Slovenien | Storslalom |
| 20 mars 2016     | Sankt-Moritz    | Schweiz   | Storslalom |
| 28 oktober 2017  | Sölden          | Österrike | Storslalom |
| 25 november 2017 | Killington      | USA       | Storslalom |

### OS och VM
Rebensburg har deltagit i två OS, Vancouver 2010 och Sotji 2014. I Vancouver vann hon ett individuellt guld i storslalom och i Sotji vann hon ett brons i samma disciplin. Hon tog ett silver i storslalom under VM 2015.